# Каралачик
Карала́чик (рос. Каралачик, башк. Ҡораласыҡ) — село у складі Федоровського району Башкортостану, Росія. Адміністративний центр Каралачицької сільської ради.
Населення — 553 особи (2010; 638 в 2002).
Національний склад:
- татари — 96%